# 양자 유체
양자 유체는 초유체, 초전도체, 초저온 원자 등과 같이 거시적 수준에서 양자역학적 효과를 나타내는 모든 계를 말한다. 일반적으로, 양자 유체는 양자역학적 효과와 양자통계적 효과가 모두 중요한 상황에서 발생한다.
절대 영도에 가까운 대부분의 물질은 고체이거나 기체(저밀도)이다. 그러나 헬륨-4와 그 동위 원소인 헬륨-3의 경우, 헬륨 원자의 양자 요동 진폭이 원자간 거리보다 크기 때문에, 절대 영도까지 액체 상태를 유지할 수 있는 압력 범위가 존재한다.
고체 양자 유체의 경우, 고체의 전자나 양성자의 일부분만이 “유체”처럼 행동한다. 대표적인 예가 초전도성인데, 전자 쌍과 포논으로 구성된 준입자가 보손으로 작용하여 바닥 상태로 붕괴되면서 비저항이 거의 0에 가까운 초전류를 형성한다.